# Carl Hierl
Carl Hierl (* 25. November 1911 in Taufkirchen (Vils); † 12. Dezember 2003 ebenda) war ein deutscher Unternehmer. 1948 gründete er das Unternehmen Himolla, einst größter Polstermöbelhersteller Europas, bis heute der größte Arbeitgeber der Gemeinde.

## Leben
Hierl war der Sohn von Karl und Maria Hierl, die ein Geschäft für Sattlerei, Polsterei und Wagenbau hatten. Nach der Lehre als Sattler, Polsterer, Autolackierer und Autosattler arbeitete er ab 1927 im elterlichen Betrieb. 1933 folgte die Meisterprüfung als Autosattler. 1938 wurde Hierl als Autosattler zum Militär eingezogen. Eine frühe Freistellung vom Wehrdienst im Dezember 1939 verdankte er dem Geschäft, wo im Auftrag der Wehrmacht Matratzen, Brotbeutel und Rucksäcke hergestellt wurden.
Als die Entwicklungsabteilung von Blaupunkt aus Sicherheitsgründen von Brünn nach Taufkirchen verlegt wurde, produzierte Hierl für sie. Der Betrieb plante nach Kriegsende, den Stützpunkt in Taufkirchen auszubauen. Carl Hierl hatte sich dafür eingesetzt und sah vielleicht darin seine Zukunft. Das Vorhaben scheiterte an der mangelnden Bereitschaft von Grundbesitzern, Flächen zur Verfügung zu stellen.
Nach dem Krieg war das Stammhaus der Familie Hierl Hauptquartier der Amerikaner für Taufkirchen. Aus Planen von US-Zelten fertigte Carl Hierl Pferdedecken, Rucksäcke, Taschen und Handschuhe. Hierl erhielt auch Aufträge von den Amerikanern.
Hierl hatte Kontakt zur Firma Laubmann in Hof, eine der größten Webereien, die einen Teil des Betriebs nach Taufkirchen verlegten. Hierl erstellte für diesen Betrieb ein Fabrikgebäude. Daraus entstand 1948 das Himolla-Werk. 1948 heiratete Hierl auch seine Frau Elisabeth.
Es folgte eine dynamische Aufbauphase mit den Baumaßnahmen auf dem ehemaligen elterlichen Betriebsgelände im Ortszentrum an der Landshuter Straße. 1957 taufte Carl Hierl das Unternehmen in „Himolla Polstermöbelwerk GmbH“ um. „Himolla“ setzt sich aus Teilen der Wörter „himmlisch“, „mollig“ und „angenehm“ zusammen.

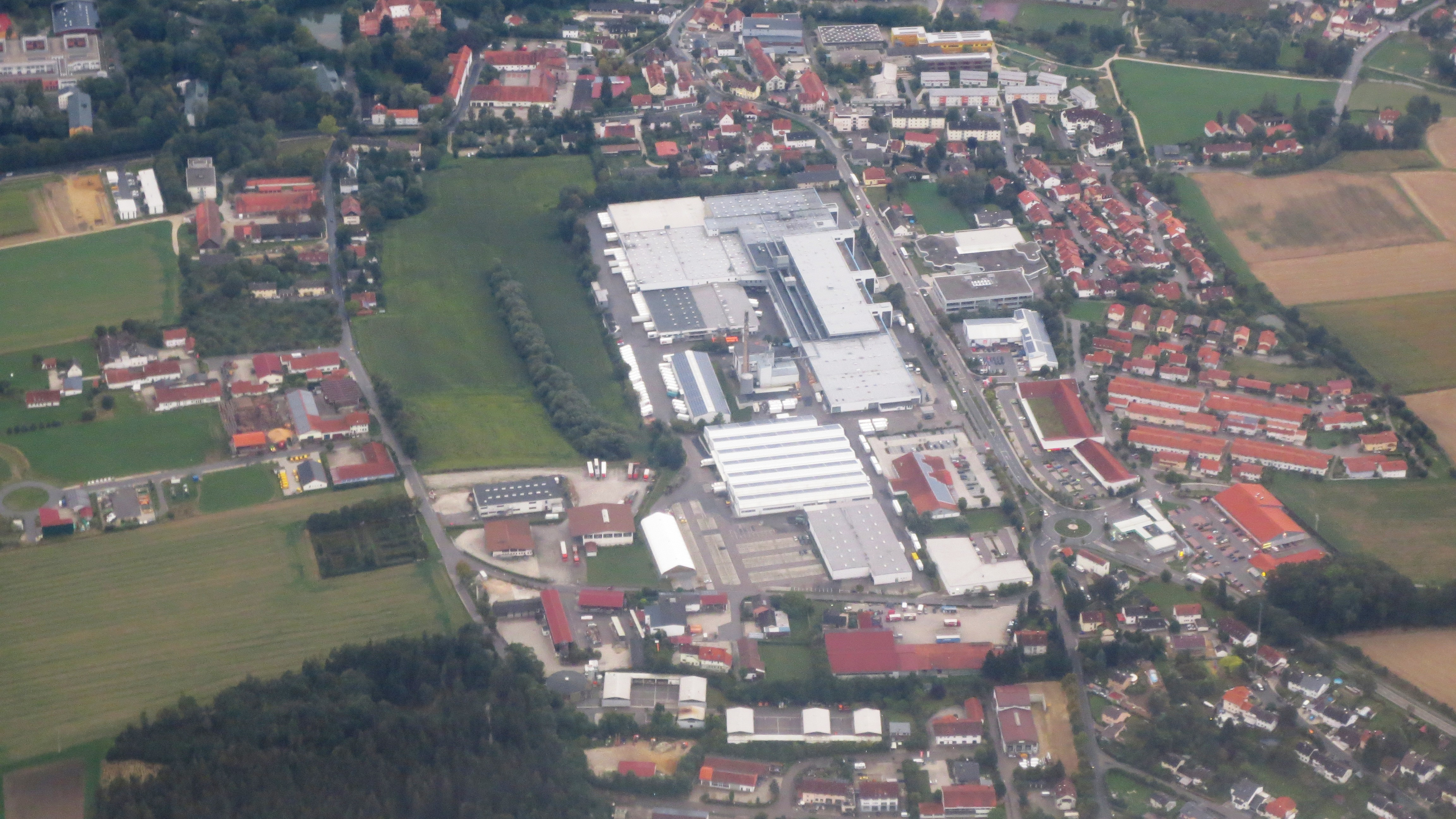
Das Himolla-Werk (Luftaufnahme)

1958 begann Carl Hierl mit der Verlagerung des Betriebes an den nördlichen Ortsrand, wo sich bis heute der Unternehmenssitz befindet. Bis 1966 entstand eines der bedeutendsten Polstermöbel-Unternehmen Europas und einer der größten Arbeitgeber in der Region mit bis zu 3000 Beschäftigten. Mit dem Erwerb des Patents für das Produkt „Cumulus“ stieg die Firma zum größten Hersteller von Fernsehsesseln auf.
1966 kostete die Entwicklung des Himolla-Schalensessels Hierl das Unternehmen, denn der Einstieg in die Massenproduktion fand auf der Basis einer Fehlkalkulation statt. Das Unternehmen stand mit 3000 Mitarbeitern bei einem Ausstoß von rund 4000 Sesseln pro Tag kurz vor der Insolvenz. 1966 wurde Carl Hierl von den Gläubigern gezwungen, einen Teil seiner Anteile zu verkaufen und jede Geschäftstätigkeit zu unterlassen. Im gleichen Jahr starb seine Frau.
Danach baute sich Hierl eine Existenz als Blumenhändler auf.

## Auszeichnungen und Ehrungen
- Ehrenbürger von Taufkirchen[7][8]

- Carl-Hierl-Turnier in Taufkirchen[9]